# UBS Arena
Le UBS Arena est une salle omnisports située à Elmont, dans l'État de New York. Sa capacité est de 17 113 places pour les rencontres de hockey sur glace. Il accueille les matchs à domicile des Islanders de New York, une équipe de hockey sur glace évoluant dans la Ligue nationale de hockey (LNH). Il fut le troisième domicile des Islanders après le Nassau Coliseum et le Barclays Center.
Le coût de la construction est évalué à 1 milliard $USD.
Inauguré en 2021, le UBS Arena est actuellement la plus récente salle de la Ligue nationale de hockey à ouvrir ses portes.

## Évènements
- WWE Raw du 29 novembre 2021
- AEW Dynamite du 8 décembre 2021
- AEW Dynamite du 5 avril 2023
- AEW Forbidden Door du 30 juin 2024